# Ніколасвілл (Кентуккі)
Ніколасвілл (англ. Nicholasville) — місто (англ. city) в США, в окрузі Джессамін штату Кентуккі. Населення — 31 093 особи (2020).

## Географія
Ніколасвілл розташований за координатами 37°53′35″ пн. ш. 84°34′0″ зх. д. / 37.89306° пн. ш. 84.56667° зх. д. (37.893076, -84.566550).  За даними Бюро перепису населення США в 2010 році місто мало площу 33,88 км², з яких 33,70 км² — суходіл та 0,18 км² — водойми. В 2017 році площа становила 36,13 км², з яких 35,95 км² — суходіл та 0,18 км² — водойми.

## Демографія
Згідно з переписом 2010 року, у місті мешкало 28 015 осіб у 10 492 домогосподарствах у складі 7503 родин. Густота населення становила 827 осіб/км².  Було 11405 помешкань (337/км²).
Расовий склад населення:
| - 91,5 % — білих - 4,3 % — чорних або афроамериканців - 0,5 % — азіатів - 0,2 % — корінних американців - 0,1 % — вихідців з тихоокеанських островів - 1,2 % — осіб інших рас |

До двох чи більше рас належало 2,3 %. Частка іспаномовних становила 3,5 % від усіх жителів.
За віковим діапазоном населення розподілялося таким чином: 27,9 % — особи молодші 18 років, 62,3 % — особи у віці 18—64 років, 9,8 % — особи у віці 65 років та старші. Медіана віку мешканця становила 33,1 року. На 100 осіб жіночої статі у місті припадало 91,1 чоловіків;  на 100 жінок у віці від 18 років та старших — 86,9 чоловіків також старших 18 років.
Середній дохід на одне домашнє господарство  становив 53 695 доларів США (медіана — 45 026), а середній дохід на одну сім'ю — 59 376 доларів (медіана — 50 332). Медіана доходів становила 36 110 доларів для чоловіків та 34 719 доларів для жінок. За межею бідності перебувало 21,6 % осіб, у тому числі 30,6 % дітей у віці до 18 років та 7,2 % осіб у віці 65 років та старших.
Цивільне працевлаштоване населення становило 13 155 осіб. Основні галузі зайнятості: освіта, охорона здоров'я та соціальна допомога — 26,3 %, роздрібна торгівля — 16,2 %, виробництво — 12,6 %, мистецтво, розваги та відпочинок — 9,3 %.

## Релігія
У місті діє Українська п'ятидесятницька церква, Об'єднана міжнародна церква п'ятидесятників, Церква баптистів.